# Timbiriche XII
Timbiriche XII es el duodécimo y último álbum de Timbiriche donde se cambian nuevamente los ritmos así como la imagen. Con este disco recibieron el disco de oro por parte de los grandes distribuidores en México, Luis de Llano y el director de su casa disquera, por haber vendido en cinco meses, más de cien mil copias. Es presentado en abril de 1993. Con este, la banda se despide de los escenarios, a pesar de no haber una gira de despedida.
En 1994, se despiden de su público sin dar anuncio. Los últimos hits que sonaron fuertemente fueron "Volver a Comenzar" (Interpretado por Tania y Silvia) y "Muriendo Lento" (interpretado por Alexa y Diego) y en ese mismo año presentan el vídeo musical, considerado el más moderno hecho por el grupo.
Para este álbum, los integrantes regresan a interpretar canciones en solitario, a excepción de Jean Duverger, quien fungió cómo bailarín estrella del grupo y tuvo participación en los coros de las canciones "Volver a Comenzar", "Cómplice" y "Mira alrededor". 
En 1994, tras mucha polémica, es presentado Kabah, de quienes se supuso que sería la nueva imagen de Timbiriche, dando fin a su era y dando paso al tecnopop y europop, incluyendo en años posteriores el dance y electrónica iniciando una nueva era en la música en la que Timbiriche quedaría en el olvido de los jóvenes de la época...

## Timbiriche XII
Es el duodécimo y último disco de la banda Timbiriche integrada por Diego Schoening, Silvia Campos, Lorena Shelley, Daniel Gaytán, Tannya Velasco, Alexa Lozano y Jean Duverger.
El disco contiene un rock más pesado. En este vuelven al estilo de las canciones solistas para los miembros. La imagen de la banda es más agresiva y retro, al más puro estilo de los años 70.
A pesar de que el concepto Timbiriche ya estaba muy desgastado, la banda presentó en el célebre programa Siempre en Domingo el disco "12". Del cual se desprendería su último gran éxito: Muriendo Lento cover de "Slowly" canción original de la excantante del grupo sueco ABBA, Anni-Frid Lyngstad. Esta canción llegó rápidamente al #1 de varios países de Latinoamérica, convirtiéndose en el 18° sencillo número uno de la agrupación en México, e hizo que las ventas del disco se disparen a las 100 000 copias. Además, el video es considerado uno de los mejores de la banda, pues mostraba una vanguardia con las tendencias de la época. Posteriormente canciones como Volver a Comenzar y Cómplice tienen algo de difusión en la radio, pero sin llegar a ser hits de la magnitud del primer sencillo.
El disco 12 tiene ritmos  y estilos similares a los de Pink Floyd, pues es de rock progresivo de los 1980's. Muriendo Lento tiene ese estilo floydiano de rock además de que la canción dura alrededor de 5 minutos.

## Desintegración de Timbiriche
A finales de 1993, la gira del álbum inició por todo México. Pero en abril de 1994, durante un concierto en Monterrey, N.L., Alexa anunció su salida del grupo por motivos personales. Esto tomó por sorpresa a los fanes y a los propios miembros de la banda, los cuales siguieron con la gira y los proyectos pendientes.
En 28 de agosto de 1994, tras terminar la gira, se hicieron negociaciones para la grabación de lo que sería el siguiente disco de la banda, así como la búsqueda de la suplente de Alexa, pero de manera intermitente y sin previo aviso, Timbiriche se disolvió en ese mes (agosto de 1994), tras trece años de trayectoria como el exitoso grupo juvenil que marcó a toda una generación.

## Lista de canciones
| Timbiriche XII |                                                         |                                                          |          |  |
| N.º            | Título                                                  | Escritor(es)                                             | Duración |  |
| 1.             | «Muriendo lento» ((Slowly) Alexa y Diego)               | B. Anderson y B. Ulvaens ; Adapt: Alex Zepeda            | 4:41     |  |
| 2.             | «Volver a comenzar» ((One Mile) Tannya y Silvia)        | S. Harcum ; Adapt: Tress                                 | 4:27     |  |
| 3.             | «Tentación» (Silvia)                                    | K. Paige ; Adapt: Karen Guindi y Alex Zepeda             | 3:33     |  |
| 4.             | «Regresame el corazón» ((Bring Back My Heart) Alexa)    | C. Johnson y G. Vanni ; Adapt: Alex Zepeda               | 4:16     |  |
| 5.             | «Cómplice» (Daniel)                                     | Alex Zepeda                                              | 4:26     |  |
| 6.             | «No quiero perderte» (Tannya)                           | P. Costa, C. D'onofrio, G. Vanni y A. Zepeda             | 4:24     |  |
| 7.             | «Como pude amarte» (Diego)                              | J. Logan ; Adapt: Alex Zepeda                            | 4:34     |  |
| 8.             | «No me dejes» (Daniel y Lorena)                         | R. Wilson y G. Smith ; Adapt: Karen Guindi y Alex Zepeda | 3:53     |  |
| 9.             | «Átame a tu sentimiento» ( (Make me a believer) Lorena) | J. Harms ; Adapt: Karen Guindi                           | 4:12     |  |
| 10.            | «Mira Alrededor» (Todos)                                | Marco Flores                                             | 4:33     |  |

## Sencillos
1. Muriendo Lento #1 México Top 100 (8 semanas)
2. Volver A Comenzar #8 México Top 100
3. Cómplice #10 México Top 100
4. Como Pude Amarte #16 México Top 100
5. Mira Alrededor #13 México Top 100

## Videos
1. Muriendo Lento (1993)
2. Mira Alrededor (1994)

## Integrantes
- Diego, Lorena, Jean, Alexa, Tannya, Silvia, Daniel.